# 颱風彩蝶
台风彩蝶（联合台风警报中心：14，菲律宾大气地球物理和天文管理局：）是2005年9月吹袭日本西南部的强劲台风，於8月29日在北马里亚纳群岛以东成形，是2005年太平洋台风季第14场获得命名的风暴。气旋向西移动，于8月31日以台风强度从塞班岛以北经过，并且还在继续增强。次日，联合台风警报中心把彩蝶升级成超强台风，预计其风速已经达到萨菲尔-辛普森飓风等级下的五级飓风标准。日本气象厅估计风暴于9月2日达到10分钟持续风速每小时175公里的最高强度。接下来彩蝶在迂回北上期间减弱，于9月6日袭击日本九州。掠过韩国后，风暴转向东北，并在经过北海道后于9月8日转变成温带气旋。
首先受到台风袭击的是北马里亚纳群岛，当地有114户民居受损或被毁，遭受的损失数额约为250万美元。受彩蝶造成的破坏影响，美国政府之后宣布北马里亚纳群岛为灾区。风暴从冲绳附近经过，产生强烈阵风并造成轻度破坏。接下来，气旋西部边缘又在韩国釜山引发多起交通事故，该国共有6人死亡，经济损失约1亿1,540万美元。日本九州有约25万人在气旋来袭前疏散，当地火车、轮渡和客运航班受到严重影响。九州先后3天里降下1,322毫米雨量，导致大量庄稼受损，损失数额达40.8亿日圆（相当于同年的3,690万美元）。风暴经过期间共计打破61项日降雨纪录。暴雨引发洪灾和山体滑坡，迫使居民离开家园，许多企业被迫关闭。日本各地共有29人因这场台风丧生，损失总额达949亿日元（相当于同年的8.54亿美元）。气旋过去后，地方政府、军人和保险公司一道向灾民伸出援手。袭击日本后，彩蝶还在俄罗斯千岛群岛产生充沛降水，雨量相当于当地1个月的水平，风暴产生的大浪还导致道路受损。整场台风一共造成35人遇难，经济损失约9.72亿美元。

## 气象历史
8月28日，关岛以东约1035公里海域有大规模对流区持续。虽然外界存在中等强度风切变，但系统还是得以快速组织，并在北面的高压脊影响下向西移动。协调世界时8月29日凌晨0点，系统催生出热带低气压，联合台风警报中心将其归类为第十四号热带低气压，并预计气旋会因行经洋面水温较高而稳步增强。8月29日中午12点，日本气象厅将气旋升级成热带风暴，并以“彩蝶”（Nabi）为其命名。仅12小时后，系统内的对流组织成螺旋状雨带，日本气象厅又把彩蝶进一步升级成强烈热带风暴。8月30日18点，风暴达到台风强度，其10分钟持续风速增至每小时120公里。
8月31日，彩蝶从北马里亚纳群岛的塞班岛东北偏北方向仅55公里海域经过，是距该群岛最近的一次。台风在向西北偏西方向前进期间继续快速强化。9月1日，联合台风警报中心把风暴升级成超强台风，之后还估计气旋达到1分钟持续风速每小时260公里的最高强度，这样的持续风速已经属于萨菲尔-辛普森飓风等级中最高的五级标准。日本气象厅则估计彩蝶于9月2日达到10分钟持续风速每小时175公里、最低气压925毫巴（百帕，27.3英寸汞柱）的最高强度。达到最高强度后，台风发展出的风眼较大，有95公里宽。彩蝶在最高强度下保持了约36小时，在此期间一度进入菲律宾大气地球物理和天文服务管理局预警责任区，该机构以当地人名“乔丽娜”（Jolina）为风暴命名，但气旋实际上自始至终都同该国保持相当远的距离。
9月3日，由于高压脊在逐渐逼近的低压槽影响下减弱，台风略朝北面转向并开始逐渐弱化。日本气象厅认为彩蝶的风速此后长时间稳定在每小时160公里。9月5日，风暴从日本南部近海大东群岛和大隅群岛的南大东岛与屋久岛附近经过。联合台风警报中心推测，气旋强度在此期间有小幅回升，达到风速每小时215公里的第二波强度高峰。转向正北后，彩蝶先从鹿儿岛县出水郡经过，再于9月6日14时从长崎县谏早市附近登陆。此后不久，风暴进入日本海。受堪察加半岛上空的低气压区影响，台风转向东北进入中纬度气流。9月6日下午18点，联合台风警报中心宣布台风已转变成温带气旋并停止发布公告，但日本气象厅仍在继续追踪。次日，彩蝶经北海道北部进入鄂霍次克海。9月8日，日本气象厅宣布还在继续东进的风暴已转变成温带气旋，再于9月10日在阿留申群岛以南逐渐消散。气旋残留减弱后继续移动，最终于9月12日进入阿拉斯加州西南部上空。

## 防灾措施

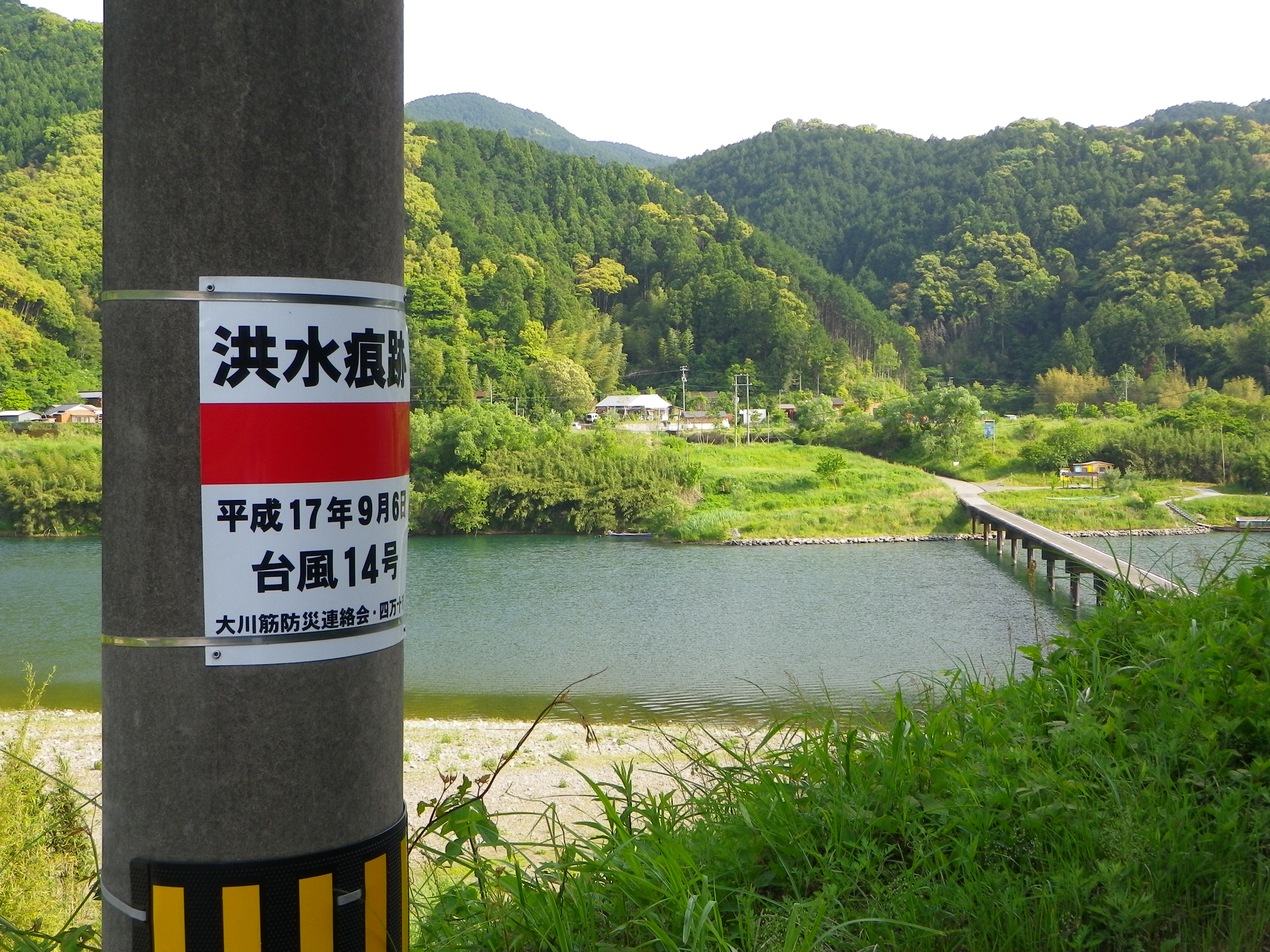
彩蝶吹袭日本前，四万十川沿线张贴的洪灾警报。

8月29日热带低气压成形后，美国国家气象局驻关岛办事处向天宁岛、罗塔岛、萨皮安岛（Sapian）和阿格里汉岛发布热带风暴观察预警。8月30日，罗塔岛和阿格里汉岛的热带风暴观察预警升级成热带风暴警告，天宁岛和萨皮安岛则接获台风警告。全部4个岛都进入一级待命状态，北马里亚纳群岛政府建议天宁岛和萨皮安岛沿海地区及居留建筑质量不佳的居民撤离，并用多所学校充当避难所。萨皮安岛有约700人疏散，岛上机场也予关闭，致使约1000名游客被困。为防万一，关岛上的学校于8月31日关闭，该岛于8月30日晚收到热带风暴警告。关岛总督费利克斯·佩雷斯·卡马乔（Felix Perez Camacho）宣布岛上进入紧急状态并保持二级待命。受台风威胁，关岛安东尼奥·汪帕特国际机场有多架次航班延迟或取消。
风暴来袭前，驻日美军将冲绳的军机转移到关岛或日本本土，以防受损。冲绳多个军事基地的管理人员建议居民在风暴期间留在室内。彩蝶转向北上后，冲绳岛进入二级待命状态。佐世保海军基地的船只也已撤离，许多建筑在基地进入一级待命状态后关闭。

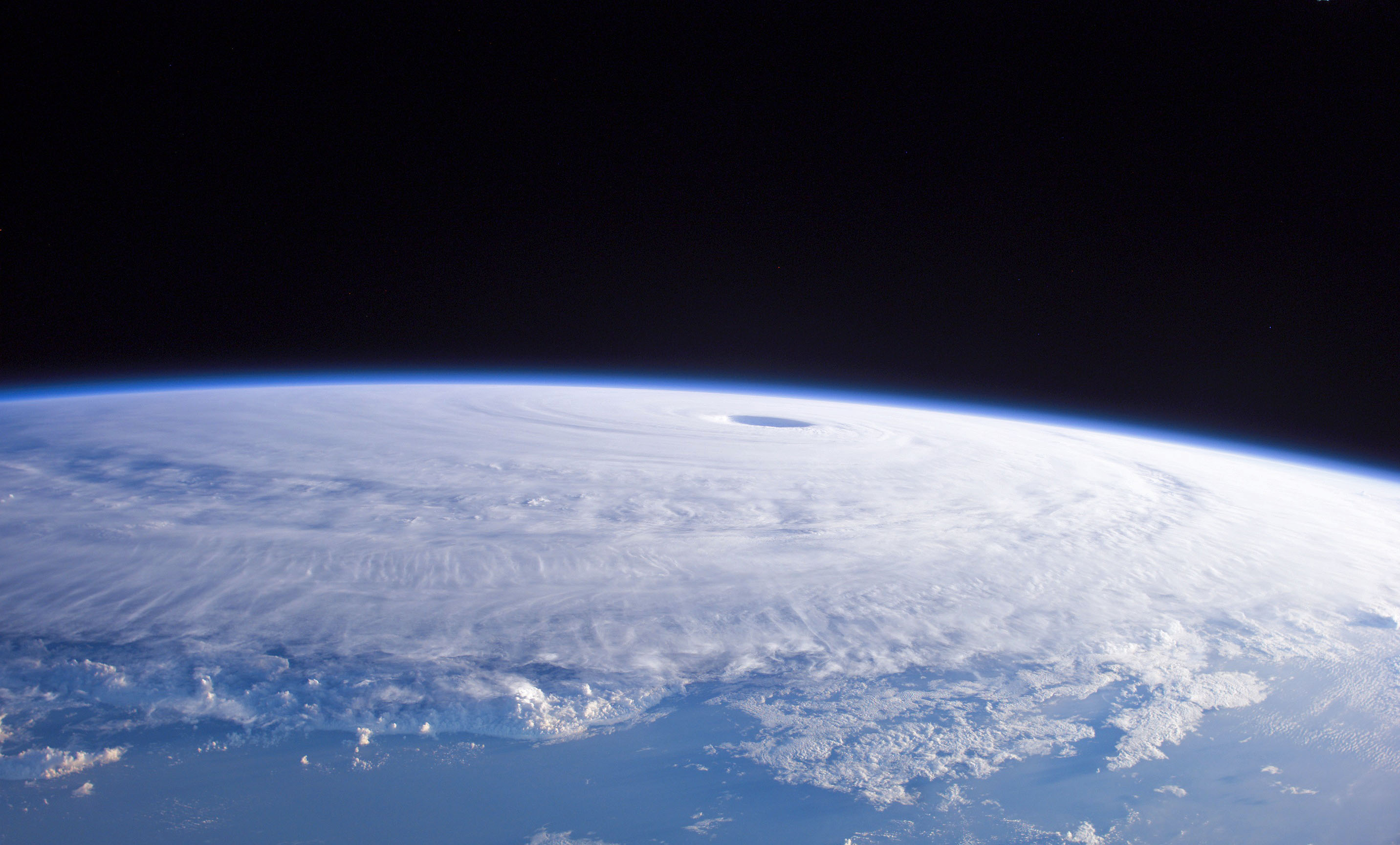
2005年9月3日，国际空间站拍下台风彩蝶的照片。

面对台风威胁，九州地方政府将超过25万居民疏散。风暴登陆后，政府仍然建议居民不要立即返回，以免因洪灾或山体滑坡导致人员伤亡。有田町在风暴期间第一个发布撤离令。宫崎市有2万1483户居民在得知附近河流水位可能大幅上涨后撤离，延冈市也有1万居民得知类似消息后疏散。西日本旅客铁道全部停运，对四国的4万7800居民构成影响。轮渡服务也予关闭，给数万人的交通出行造成不便。此外，风暴还造成至少723架次航班取消。日本最大的炼油公司JX能源停止所有海运操作，第二大炼油企业出光兴产则停止向周边其它炼油厂送货，第四大炼油公司科斯莫石油中止向四日市市和坂出市送货。日本各地共有约700所学校停课，政府派出约1500名军人前往东京，帮助沿海地区做好应对台风来袭的准备，并在风暴过后协助清理工作。宫崎县官员向预计会降下暴雨的地区发布洪灾预警。
韩国政府向南部沿海地区发布台风警告，浦项市的机场因此关闭，162架次航班被迫取消。轮渡服务也受到影响，数以千计的船只返回码头。韩国共有138所学校因气旋来袭关闭。该国曾于2002和2003年分别受到台风鹿莎及台风鸣蝉的毁灭性打击，人们担心此次来袭的彩蝶又会引起类似的灾难性破坏。俄罗斯远东地区有关部门向海参崴发布风暴警告，建议船只留在港内，不要出海。

## 影响

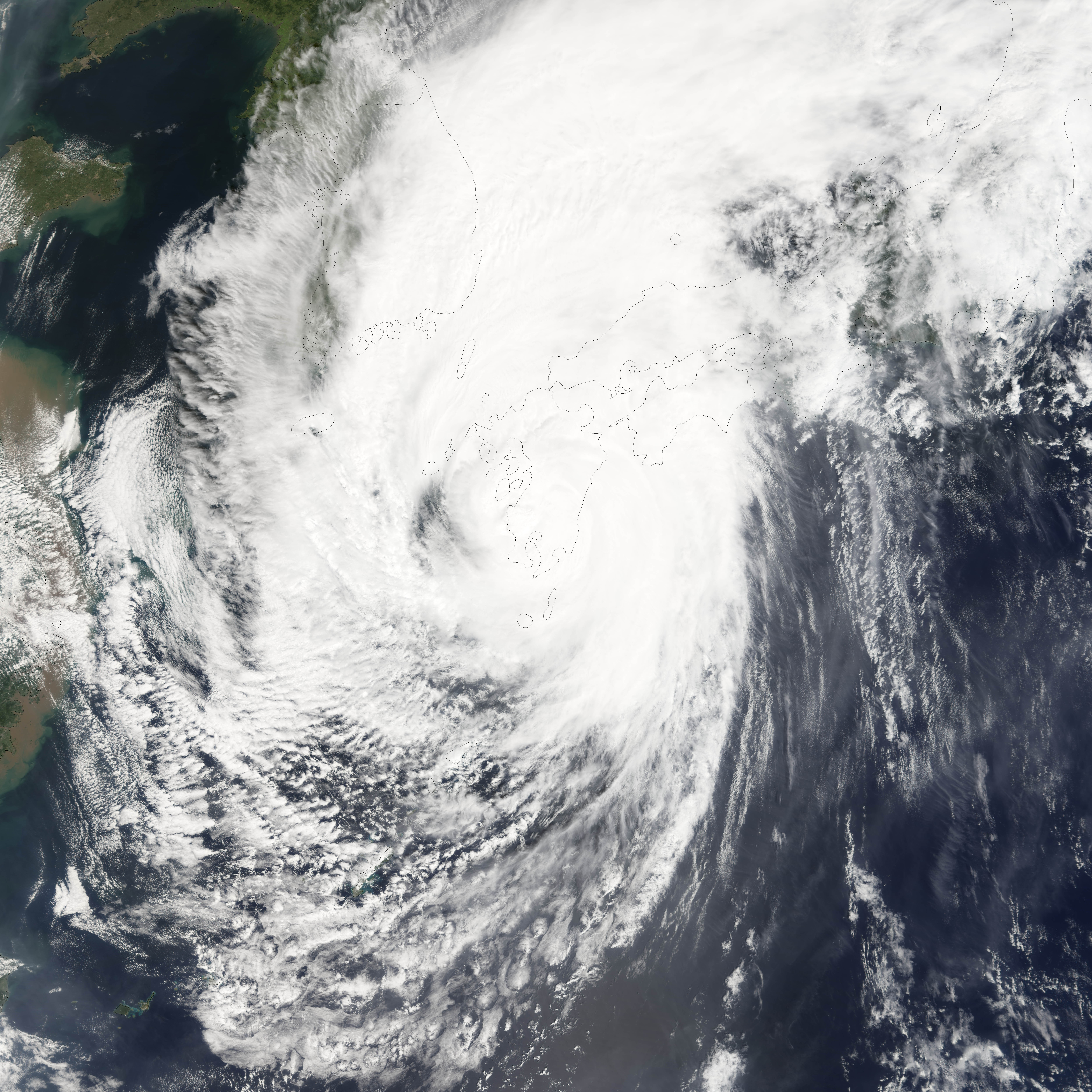
9月6日，台风彩蝶即将登陆九州。

从塞班岛和安纳塔汉火山岛之间经过时，彩蝶在北马里亚纳群岛多个岛屿产生热带风暴强度大风。塞班国际机场测得的持续风速为每小时95公里，阵风时速则有120公里。气旋在该岛产生173毫米降水，一共摧毁两套房屋，另有26套因受损严重而无法居住，还有77户民房受到轻度破坏，其中大部分都是洪灾导致或屋顶受损。塞班岛上70%至80%的庄稼受损，还有许多树木倒塌，台风过后留下的各种垃圾有600吨重。风暴过后岛上供电彻底中断，还有部分区域停水。塞班岛以南的天宁岛有9户民宅受损或被毁，农作物也受到重创。罗塔岛发生轻度洪灾，还有局部地区停电。气旋外围在更偏南面的关岛阿普拉港产生每小时69公里的持续风速，阵风时速则以曼基劳（Mangilao）所测数值最高，达101公里。关岛国际机场测得72公里的阵风时速，为2005年最高。彩蝶在关岛产生的24小时降雨量达115毫米。多条道路被淹数小时之久，一所中学的多间教室进水，迫使数百名学子转移。估计整个关岛共因这场台风受到价值250万美元的破坏，风暴离开后仍在关岛和塞班岛产生持续数日的强烈潮汐。
气旋存在后期，其外围雨带又从韩国东南部掠过。蔚山市测得的24小时降雨总量达319毫米，浦项市的24小时降雨量更高达540.5毫米。该国在台风期间的最高降雨量为622.5毫米。风暴外围在港口城市釜山产生时速121公里的阵风，足以破坏8块广告牌并刮倒部分树木。受暴雨影响，釜山发生多起交通事故，还有许多人受伤，浦项有一艘货轮在大浪推动下搁浅。彩蝶在韩国各地共计夺走六条人命，损失总额为1亿1540万美元。
风暴在俄罗斯千岛群岛产生75毫米降水，相当于当地平均1个月的降雨量。阵风时速达到83公里，但还不足以构成重大破坏。台风来袭期间，大洋城有多条未经铺筑的道路被大浪冲毁。

### 日本

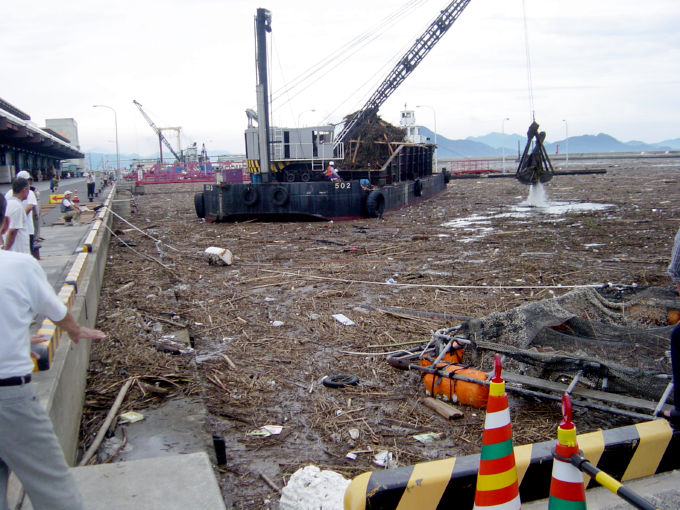
彩蝶肆虐广岛港后留下遍地垃圾

9月3日，冲绳开始受到彩蝶外围雨带的影响。幸而岛上没有遭遇台风的最强风力，最高阵风时速不过85公里。两名年长女性因阵风受伤，当地还有轻度停电，部分房屋受损。位于冲绳和日本本土之间奄美群岛的喜界岛在气旋来袭期间出现每小时122公里的强烈阵风，奄美大岛则受到9米高的狂浪冲击。
风暴行经日本西部期间产生暴雨，宫崎县前后三天的降雨总量高达1322毫米，相当于当地年均降雨量的近3倍。同一间气象站测得的24小时降雨量也有932毫米，一小时降雨量66毫米。日本本土方面，首都东京在一小时内就降下多达228.6毫米雨量 。
日本各地在台风过境期间共计产生61项日降雨量新纪录。暴雨引起严重边坡失稳，还有大量浮木堆积。雨水带走的泥沙总量巨大，估计平均每平方公里受灾地区就有4456立方米，相当于年均总量的4倍。堆积起来的浮木一共有630立方米之多。不过，这些降水也有着利好的一面，香川县和德岛县此前因干旱导致的用水限制得以缓解。除暴雨外，彩蝶还在日本本土产生阵风，其中室户市测得的阵风时速最高，有115公里。位于日本海飞岛上的一间气象站测得每小时119公里的阵风。台风在宫崎县催生出一场藤田级数达到1的龙卷风，令多幢建筑受损。风暴还在轮岛市产生焚风，令气温急剧上升。
| 降雨量 | 降雨量  | 风暴                 | 地点     | 参     |
| 排名   | mm      | 风暴                 | 地点     | 参     |
| ------ | ------- | -------------------- | -------- | ------ |
| 1      | 2781.0  | 1976年台风弗兰       | 德岛县   | [ 53 ] |
| 2      | >2000.0 | 2004年台风南川       | 那贺郡   | [ 54 ] |
| 3      | 1805.5  | 2011年热带风暴塔拉斯 | 上北山村 | [ 55 ] |
| 4      | 1518.9  | 1971年台风奥利夫     | 虾野市   | [ 56 ] |
| 5      | 1322.0  | 2005年台风彩蝶       | 宫崎县   | [ 57 ] |
| 6      | 1286.0  | 1992年台风肯特       | 奈良县   | [ 58 ] |
| 7      | 1167.0  | 1989年台风朱迪       | 奈良县   | [ 59 ] |
| 8      | 1138.0  | 1983年台风艾比       | 天城山   | [ 60 ] |
| 9      | 1124.0  | 1990年台风弗洛       | 高知县   | [ 61 ] |
| 10     | ~1092.0 | 1971年台风特丽克丝   | 宫崎县   | [ 62 ] |

日本全部47个都道府县中有31个受到这场台风破坏，超过27万居民失去供电。全国各地都因瓢泼大雨引发洪灾和山体滑坡。风暴一共摧毁7452套房屋，另有2万1160套被淹。日本西南部有多家汽车装配厂受到破坏，丰田、马自达和三菱的部分工厂因停电关闭。此外，该国海岸沿线有约81艘船只因台风沉没。九州岛上单大分县遭受的损失就达117亿日圆（相当于同年的1亿零600万美元），在此前10年的所有台风中排第5，其中有20%属于道路损伤。附近的佐贺县单农作物损失总额就有10.6亿日圆（相当于同年的960万美元），其中以稻米灾情最为严重，另外还有大豆及其它多种蔬菜受损。九州岛的农作物损失总额约为40.8亿日圆（相当于同年的3690万美元）。
首都东京降下暴雨，令多条河流水位上涨，许多房屋因此被淹。狂风在岐阜县引发价值2880万日圆（相当于同年的25万9000美元）的农作物损失，大阪市的庄稼也受到价值2710万日圆（相当于同年的24万4000美元）的破坏。1674年建成、位于本州西部山口县的历史性建筑锦带桥也因彩蝶吹袭而部分受损。山形县某学校有一扇窗户因狂风破裂，导致數名学童割伤。喜多方市有一名正在脚手架上施工的建筑工人被狂风刮倒，身受重伤。位於較北方的北海道亦受到这场台风的影响，当地降下倾盆大雨，致使许多道路受损，数百间学校被迫关闭。足寄町有一条河流泛滥成灾，导致一间酒店被淹，弟子屈町还出现停电，不过規模很小。风暴来袭前，高松市一艘渡轮上有一名女士因大浪和阵风影响掉落水中溺毙。宫崎市有五户民居毁于山崩，导致三人死亡。救援隊伍在稻田里找到一名起初列为失踪人口的男子尸体。神户市垂水区发生山崩，1幢民宅被埋，致使二人遇难。彩蝶还引起山阳自动车道位于山口县境内的部分路段崩塌，夺走三条人命。福井县还有位骑自行车的老年男子被风刮倒丧命。整场台风一共在日本夺走29条人命，另有179人受伤，其中45人伤势严重，该国遭受的损失总额估计达949亿日圆（相当于同年的8亿5400万美元）。

## 善后
风暴过去后，岩国飞行场向岩国市捐款2500美元用于清理和救灾工作。有军人向附近居民及农户伸出援手，帮助他们在收割机因台风受损的情况下收割稻米。岩国市地方政府向房屋被淹的居民发放用于消毒的化学品。受市场歇业、供应减少的共同影响，日本牛肉价格创下历史新高。气旋过后，日本常规保险协会在报告中称，彩蝶引起的保险索赔总额达588亿日圆（相当于同年的5300万美元），在该国有纪录以来所有的自然灾害中排名第十。宫崎县的保险索赔金额为126亿日圆，为全国最高。所有保险索赔中有490亿日圆（相当于同年的4400万美元）源自住房损伤，另有79亿日圆（相当于同年的710万美元）属于汽车损坏索赔。彩蝶过境数天内，日本政府就同日本邮政公社以及地方邮政部门一起向灾区派出救援人员，并提供食品和饮用水。许多卡车获派赶赴灾区，随同前往的还有移动银行和保险代理人。
11月8日，距彩蝶消散近两个月後，美国总统乔治·沃克·布什宣布北马里亚纳群岛为重大灾区。以便该群岛获得美国政府拨款，用于修复受损建筑、支付垃圾清理及其它应急费用。群岛还获得联邦资助，用于减轻未来灾害的破坏程度，分摊防灾减灾和救灾的开销。政府最终一共向北马里亚纳群岛提供了104万6074.03美元。
风暴名称发音与阿拉伯语「先知」类似，为避免出現與宗教的相關爭議，世界气象组织台风委员会同意将其退役，永远都不会再在西太平洋热带气旋命名时采用，用于取代的新名称是杜蘇芮（Doksuri，秃鹫），于2012年首度启用，2023年被除名，替代名称待定。